# Crnoresa zečina
Crnoresa zečina (lat. Centaurea nigra), biljna vrsta iz roda zečina, porodica glavočika. Raširena je po Europi (uključujući i Hrvatsku), odakle je uvezena po drugim kontinentima

## Podvrste
1. Centaurea nigra subsp. aterrima (Hayek) Hayek
2. Centaurea nigra subsp. carpetana (Boiss. & Reut.) Nym.
3. Centaurea nigra subsp. endressii (Dostál) Arnelas & Devesa
4. Centaurea nigra subsp. gueryi (Maire) Maire
5. Centaurea nigra subsp. nigra
6. Centaurea nigra subsp. rivularis (Brot.) Coutinho